# Edimo Ferreira Campos
Edimo Ferreira Campos, noto come Edinho (Niterói, 15 gennaio 1983), è un ex calciatore brasiliano, di ruolo centrocampista.

## Carriera
Ha cominciato la propria carriera nel Boavista nel 2001. Dal 2003 ha disputato sei stagioni con l'Internacional, di cui è stato capitano. A gennaio 2009 è stato acquistato dal Lecce per una cifra intorno ai 3,2 milioni di euro. Con i giallorossi ha esordito in Serie A il 1º febbraio 2009 allo Stadio Artemio Franchi in Siena-Lecce (1-2). Con la squadra giallorossa ha militato anche nella prima parte della Serie B, stagione 2009-2010. A gennaio 2010 è tornato in patria, al Palmeiras.

## Palmarès

### Club

#### Competizioni statali
- Campionato Gaúcho: 4

Internacional: 2003, 2004, 2005, 2008
- Campionato Carioca: 1

Fluminense: 2012

#### Competizioni internazionali
- Coppa Libertadores: 1

Internacional: 2006
- Coppa del mondo per club: 1

Internacional: 2006
- Recopa Sudamericana: 1

Internacional: 2007
- Copa Sudamericana: 1

Internacional: 2008